# Johann Kalmsteiner
Johann Kalmsteiner (* 29. September 1845 in Sarnthein, Südtirol; † 5. Jänner 1897 in Wien) war ein österreichischer Bildhauer.
Johann Kalmsteiner schuf Porträtbüsten und Grabdenkmäler. Er war an der Gestaltung verschiedener Bauten der Wiener Ringstraße (Michaelertrakt der Hofburg, Parlament, Universität, Burgtheater) beteiligt.